# Droga krajowa nr 213 (Kostaryka)
Droga krajowa nr 213 (hiszp. Ruta Nacional Secundaria 213/Ruta 213) – jedna z dróg krajowych w Kostaryce. Znajduje się ona w prowincji San José.

## Opis
W prowincji San José droga krajowa nr 213 przebiega przez kanton San José (przez dystrykty Hospital, Catedral i San Sebastián) oraz przez kanton Desamparados (przez dystrykt Desamparados).